# Marmeleiro (Guarda)
Marmeleiro é uma povoação portuguesa sede da Freguesia de Marmeleiro do Município da Guarda, freguesia com 29,63 km² de área e 297 habitantes (censo de 2021), tendo, por isso, uma densidade populacional de 10 hab./km².
A esta freguesia pertencem os lugares de: 
- Marmeleiro
- Monte Brás
- Penedo da Sé
- Quinta de Gonçalo Martins

É sede de Paróquia, com o mesmo nome, sob a invocação da padroeira Nossa Senhora da Conceição, pertencente ao Arciprestado do Rochoso, da Diocese da Guarda.

## Demografia
A população registada nos censos foi:
| Distribuição da População por Grupos Etários | Distribuição da População por Grupos Etários | Distribuição da População por Grupos Etários | Distribuição da População por Grupos Etários | Distribuição da População por Grupos Etários |
| -------------------------------------------- | -------------------------------------------- | -------------------------------------------- | -------------------------------------------- | -------------------------------------------- |
| Ano                                          | 0-14 Anos                                    | 15-24 Anos                                   | 25-64 Anos                                   | > 65 Anos                                    |
| 2001                                         | 36                                           | 66                                           | 211                                          | 203                                          |
| 2011                                         | 17                                           | 22                                           | 163                                          | 159                                          |
| 2021                                         | 17                                           | 10                                           | 107                                          | 163                                          |

## Património
- Igreja Paroquial de Marmeleiro
- Capela de São Sebastião
- Capela de São Domingos
- Capela de São Miguel
- Capela de Santa Bárbara
- Ferrarias[6]
- Ponte de Marmeleiro[7].